# هارتموت فديكند
هارتموت فديكند (بالألمانية: Hartmut Wedekind)‏ هو سباح ألماني، ولد في 16 يونيو 1964 في دويسبورغ في ألمانيا.